# Podgora 72
Podgora 72 (v srbské cyrilici Подгора 72) bylo vojenské cvičení Jugoslávské lidové armády, které se odehrálo na jaderském pobřeží v období od 21. do 25. října 1972.
Cvičení se uskutečnilo jako pokračování předchozího Sloboda 71. Mělo za cíl prověřit obranu mořského pobřeží, výsadky parašutistů, boje o ostrovy apod. Trénovány byly i raketové útoky, zapojeno bylo námořnictvo. Během cvičení byl zaveden vojenský režim v části vzdušného prostoru SFRJ i na mořském břehu.